# Georges II d'Abkhazie
Pour les articles homonymes, voir Georges II.
Georges II d'Abkhazie (en géorgien : გიორგი II Giorgi III) est un roi d’Abkhazie de la dynastie des Antchabadzé de 923 à 957. Son long règne constitue l’apogée de la domination des rois abkhazes sur l’Ibérie.

## Biographie
Georges II est le fils du roi Constantin III d'Abkhazie auquel il succède en 923. Pendant les sept premières années de son règne, il doit faire face à la compétition de son frère Bagrat. 
Son pouvoir assuré, Georges II poursuit la politique d’expansion de son prédécesseur vers les principautés géorgiennes.
Avec l’accord de la noblesse locale du Karthli, il nomme son fils ainé Constantin vice-roi d’Ibérie. Trois ans plus tard, ce dernier tente de se rendre indépendant de son père. Georges II entre alors au Karthli et assiège son fils. Ce dernier, capturé par trahison, est aveuglé et castré. La vice-royauté de Karthli est alors confiée au second des fils du roi, le futur Léon III.
Georges II entreprend ensuite une campagne en Kakhétie qu’il ravage avant de soumettre le prince Kviriké II de Kakhétie. Peu de temps avant sa mort, il doit charger son fils le futur Léon III d'Abkhazie, vice-roi de Karthli, de soumettre de nouveau le prince de Kakhétie qui s’est révolté.
Afin de conforter sa suprématie sur les Bagratides, Georges II a vassalisé le prince Gourgen Ier, roi titulaire d'Ibérie mais qui ne contrôle en fait que le Tao et la Klarjétie, en lui donnant sa fille Gourandoukt comme épouse.
Pendant son règne, Georges II est un fidèle de l'Empire byzantin qui lui a accordé le titre de « Magistros ». Il est également un ardent promoteur de l’Église orthodoxe de rite chalcédonien et il obtient la conversion définitive des Ossètes. L’historien arménien Asolik rapporte l’incident suivant : en 943, le « Roi des rois » Abas d'Arménie, qui a épousé une fille de Georges II, s’apprête à faire consacrer suivant le rite grégorien la nouvelle cathédrale qu’il a fait édifier à Kars. Un chef de guerre abkhaze nommé Ber, qui intervient peut-être pour son propre compte, fait une incursion en Arménie avec une troupe armée et il somme les Arméniens de consacrer le monument suivant le rite orthodoxe. Le roi Abbas écrase la troupe des Abkhazes et fait aveugler Ber.

## Famille et descendance
Georges II a épousé une certaine Hélène dont :
- Constantin, vice-roi d’Ibérie de 923 à 926, aveuglé et castré par son père pour rébellion ;
- Léon III, vice-roi d'Ibérie de 926 à 957 ;
- Démétrius III ;
- Théodose III ;
- Bagrat, élevé à Constantinople ;
- une fille, qui épouse le prince  Schourta de Kakhétie ;
- Gourandoukht, épouse de Gourgen Ier d'Ibérie ;
- une fille, qui épouse Abas d'Arménie[4].

## Sources
- Cyrille Toumanoff, Les dynasties de la Caucasie chrétienne de l'Antiquité jusqu'au XIXe siècle : Tables généalogiques et chronologiques, Rome, 1990, p. 75 et 535.
- Marie-Félicité Brosset, Histoire de la Géorgie, et Additions IX, p. 175.
- Nodar Assatiani et Alexandre Bendianachvili, Histoire de la Géorgie, Paris, l'Harmattan, 1997, 335 p. [détail des éditions] (ISBN 2-7384-6186-7, présentation en ligne), p. 110.
- René Grousset, Histoire de l’Arménie des origines à 1071 [détail des éditions], p. 453-455 & 472-73.